# Cục Hàng không Dân dụng Lào
Cục Hàng không Dân dụng Lào là cơ quan quản lý hàng không dân dụng của Cộng hòa Dân chủ Nhân dân Lào. Cơ quan này vốn là một bộ phận trực thuộc Bộ Giao thông và Công chính, có trụ sở chính tại Sân bay quốc tế Wattay ở quận Sikhodtabong, Viêng Chăn.